# Hentzia
Hentzia is een geslacht van spinnen uit de familie springspinnen (Salticidae).

## Soorten
De volgende soorten zijn bij het geslacht ingedeeld:
- Hentzia alamosa Richman, 2010
- Hentzia antillana Bryant, 1940
- Hentzia audax Bryant, 1940
- Hentzia calypso Richman, 1989
- Hentzia chekika Richman, 1989
- Hentzia cubana Richman, 1989
- Hentzia elegans (Keyserling, 1885)
- Hentzia fimbriata (F. O. P.-Cambridge, 1901)
- Hentzia footei (Petrunkevitch, 1914)
- Hentzia grenada (Peckham & Peckham, 1894)
- Hentzia mandibularis (Bryant, 1943)
- Hentzia mitrata (Hentz, 1846)
- Hentzia palmarum (Hentz, 1832)
- Hentzia parallela (Peckham & Peckham, 1894)
- Hentzia pima Richman, 1989
- Hentzia poenitens (Chamberlin, 1924)
- Hentzia squamata (Petrunkevitch, 1930)
- Hentzia tibialis Bryant, 1940
- Hentzia vernalis (Peckham & Peckham, 1893)
- Hentzia vittata (Keyserling, 1885)
- Hentzia whitcombi Richman, 1989
- Hentzia zombia Richman, 1989